# Руперт Холлаус

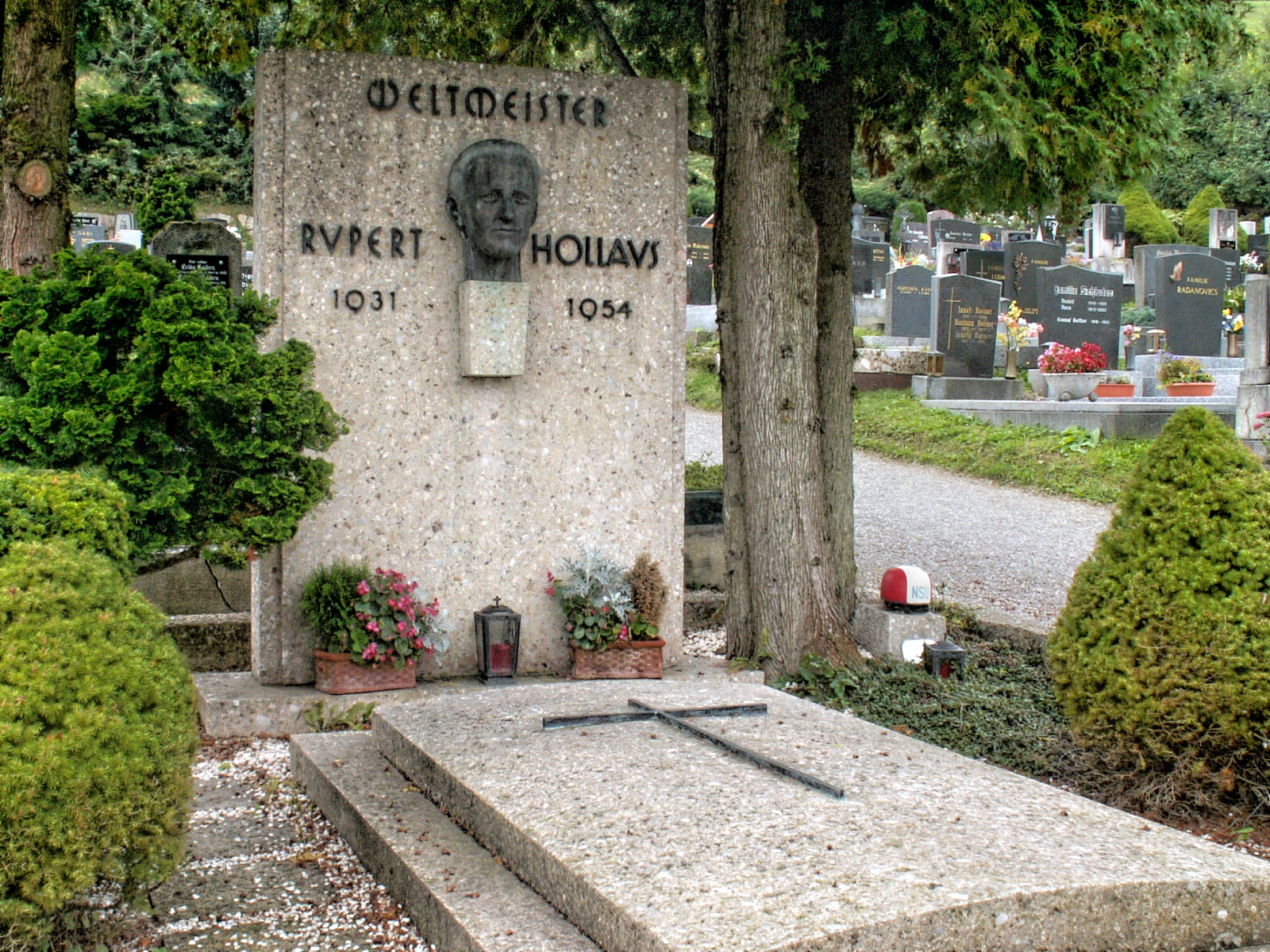
Могила Руперта Холлауса у Трайзені

Руперт Холлаус (нім. Rupert Hollaus; 4 вересня 1931, Трайзен, Австрія — 11 вересня 1954, Монца, Італія) — австрійський мотогонщик, чемпіон світу з шосейно-кільцевих мотогонок серії MotoGP в класі 125сс (1954). Єдиний австрієць, що вигравав чемпіонат світу MotoGP.

## Кар'єра
Холлаус почав свою кар'єру в серії MotoGP у сезоні 1953.
У 1954 році він домінував у класі 125cc, вигравши перші чотири Гран-Прі. У тому ж році загинув під час практики на Гран-Прі Італії в Монці, зазнавши у аварії перелому основи черепа.
Протягом двох років команда NSU втратила чотирьох своїх топ-гонщиків: Руперта Холлаус в 1954 році, Густав Баум в 1955 році та Ганс Балтісбергер в 1956 році загинули в гонках внаслідок нещасних випадків, тоді як Вернер Хаас загинув в авіакатастрофі в 1956 році. Ці втрати призвели до того, що команда відмовилась від виступів у спортивних змаганнях.

## Статистика виступів

### MotoGP

#### У розрізі сезонів
| Сезон  | Клас   | Мотоцикл   | Гонки | Пер | Под | НК | Очки | Місце |
| ------ | ------ | ---------- | ----- | --- | --- | -- | ---- | ----- |
| 1953   | 125cc  | NSU        | 1     | 0   | 1   | 0  | 4    | 9     |
| 1953   | 250cc  | Moto Guzzi | 1     | 0   | 0   | 0  | 1    | 15    |
| 1954   | 125cc  | NSU        | 4     | 4   | 4   | 3  | 32   | 1     |
| 1954   | 250cc  | NSU        | 5     | 1   | 5   | 2  | 26   | 2     |
| Всього | Всього | Всього     | 11    | 5   | 10  | 5  | 63   |       |

## Цікаві факти
- Холлаус став першим чемпіоном світу з шосейно-кільцевих мотогонок серії MotoGP посмертно.[3] Через 13 років, у 1970-му, його долю у Формулі-1 повторив земляк Йохен Ріндт.